# Stefan Kudelski
Stefan Kudelski (Varsavia, 27 febbraio 1929 – Cheseaux-sur-Lausanne, 26 gennaio 2013) è stato un ingegnere polacco naturalizzato svizzero.
È famoso per aver creato la nota serie di registratori audio Nagra.
Nacque in una famiglia di ingegneri. Nel 1939 la famiglia lasciò la Polonia prima dell'invasione della Germania Nazista, spostandosi in Ungheria, Francia e infine in Svizzera.
Ha studiato alla École Polytechnique Fédérale de Lausanne a Losanna e qui ha costruito i suoi primi registratori come progetto da studente. Il registratore era stato in principio progettato per guidare una macchina utensile, ma alla fine il suo la sua funzionalità definitiva fu quella di registrare l'audio.
- 1951 - Kudelski costruì il suo primo registratore Nagra
- 1957 - Viene lanciato il Nagra III, un registratore audio su nastro a transistor con controllo elettronico della velocità

Stefan Kudelski riceve diversi premi durante la sua carriera: Gli Academy Awards Oscar al merito tecnico e scientifico  nel 1965, 1977, 1978 e 1990, due Emmy Awards le medaglie d'oro da L. Warner, AES (Audio Engineering Society), Lyra e Eurotechnica.
Stefan Kudelski si ritirò nel 1991 e fu succeduto da suo figlio, André Kudelski, come presidente e amministratore delegato del Gruppo Kudelski.
È morto il 26 gennaio 2013 in Svizzera all'età di 83 anni.

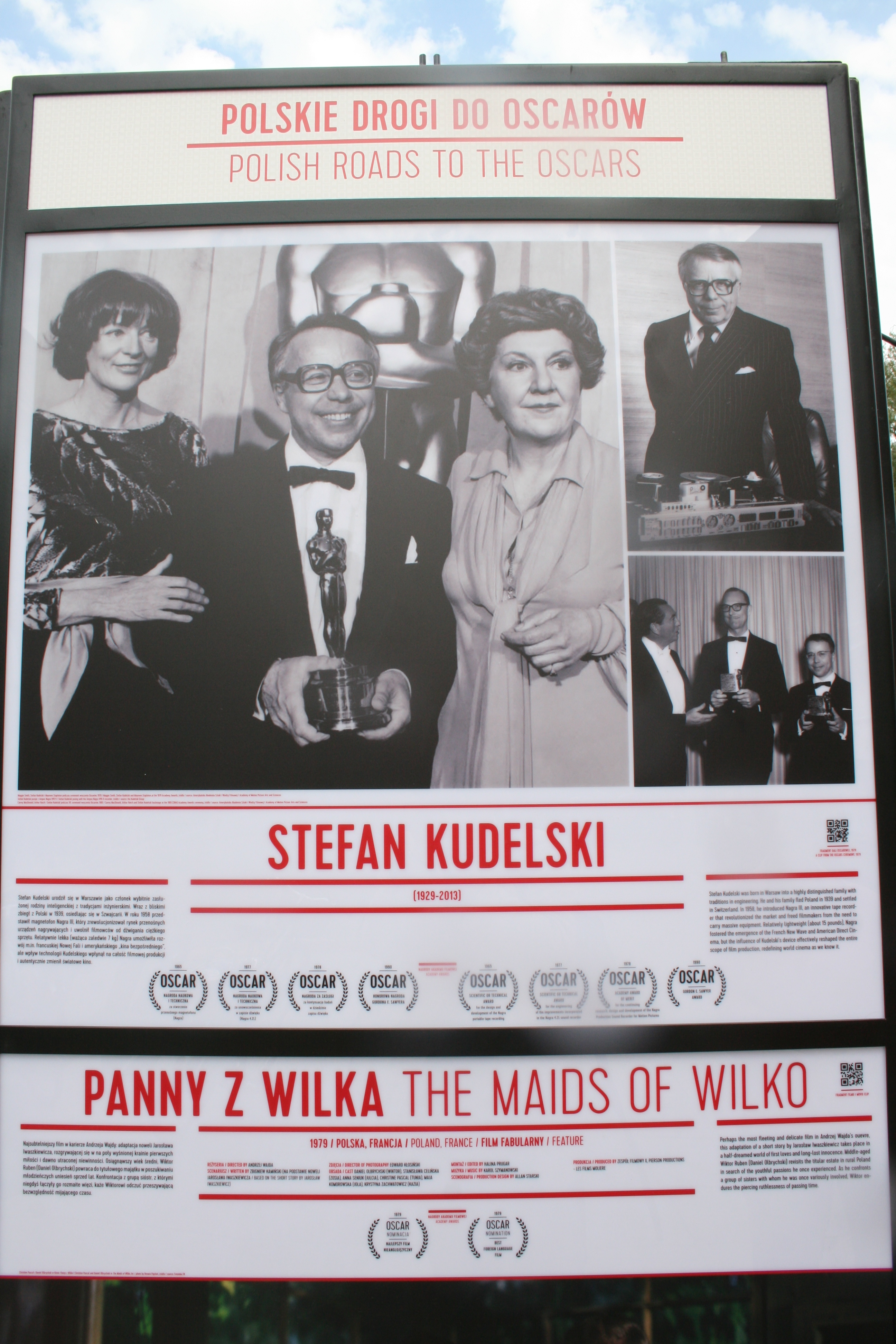
Fotografia di Kudelski che riceve uno dei suoi tanti Oscar

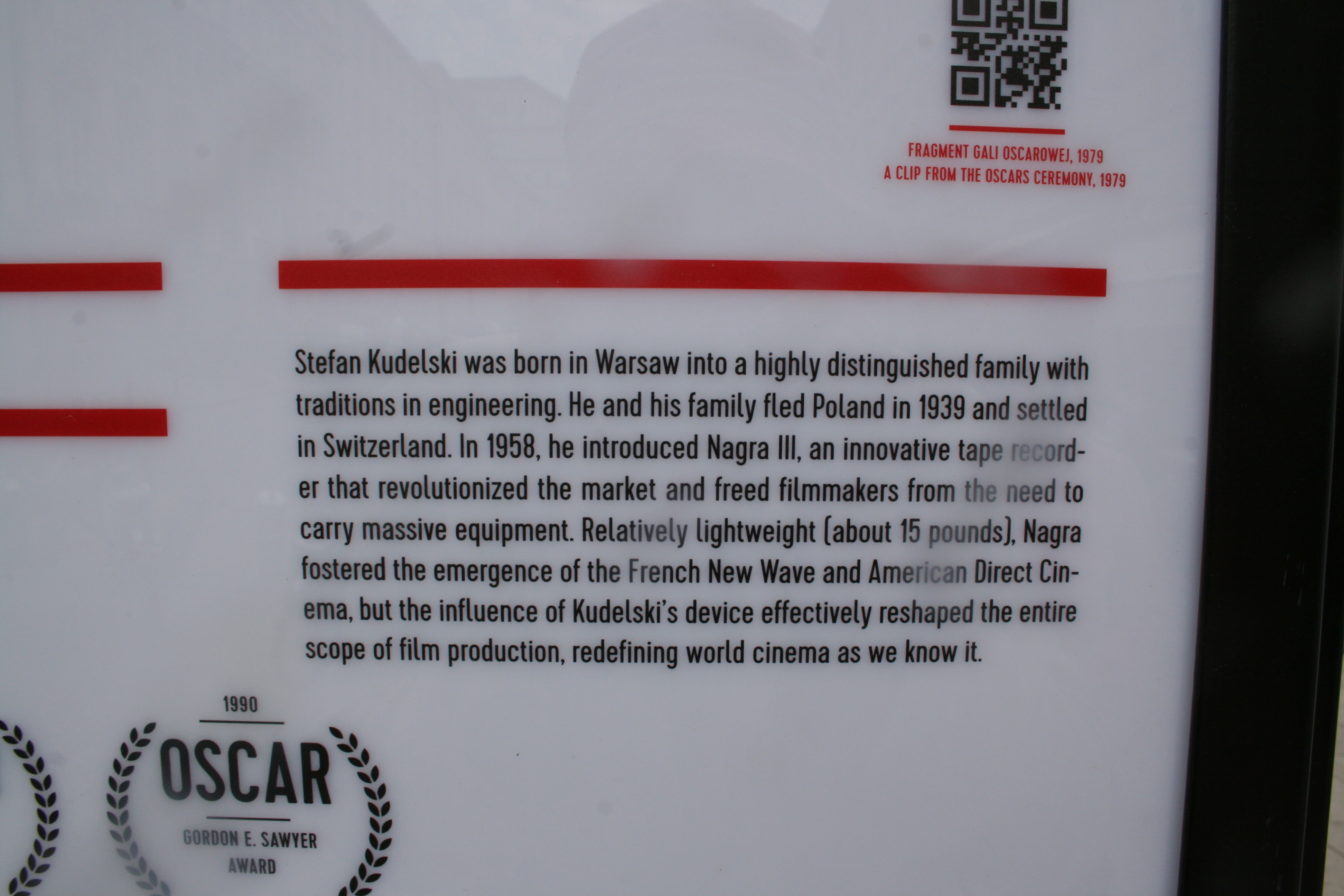
Una breve descrizione in un monumento a lui dedicatogli